# Марко Недељковић
Марко Недељковић (Будимпешта, 23. март 1949) историчар је уметности.
Дипломирао је Историју уметности на Филозофском факултету у Београду. Од 1996. године носи звање истакнутог уметника. Ангажован је у областима критичке и хуманистичке есејистике, модерне уметности, методологије Историје уметности и ТВ-документаризма. Блиско му је начело да хуманистички интелектуалац треба да изграђује и саображава облике свога рада према захтевима и проблемима средине у којој делује. У тим оквирима, у којима треба ослушкивати одјеке Станислава Винавера, огледа се заправо морални и аксиолошки капацитет личности. Критичка опредељеност интелектуалца је по дефиницији оспоравање провинцијализујућих и догматизујућих токова и тековина у културном и научном животу.
Од 2002. до 2009. био је уредник у Документарној редакцији ТВ Београд.
Члан је Међународног удружења уметничких критичара (АИЦА)

## Објављена дела
- „Виђење и загонетка“ (1994)[2] - прилози за једну могућу хуманистику 1973-1993), идавач Просвета у жанровски различитим прилозима, кроз четири одељка (Дух полемоса, Трагови декартовске осе, Не-извесно огледање Модерне, Теорија критике као теоретичност науке) у прва два одељка предочава „поље повишене идејне тензије“. У наредна два, троделна тематизација (модерна уметност, теорија критике, методологија приступа) у зависности од подстицаја и контекста се шири ка могућим сагледавањима из различитих аспеката хуманистике.
- „Недоглед Икарије“ (2000)[3] - хрестоматија[4], антологија методолошке грађе. Зборник који на око 770. страница, кроз одељке „Пропедевтика“ и „Апоретика“, треба да послужи као поузданији ослонац и оријентир у једном могућем приступу основном дијапазону методолошке мисли „кроз њу саму“.

## Награде
- Годишња награда УЛУПУДС-а (1990)
- Годишња награда РТС за сценаристичко стваралаштво (1993), за сценарио - Виртуози дух времена, уметничко вече посвећено сликару Игору Васиљеву.
- „Златна значка“ Културно-просветне заједнице Србије (1996)[а]
- Награда УЛУПУДС за животно дело (2011)